# Miroclytus
Miroclytus is een kevergeslacht uit de familie van de boktorren (Cerambycidae). De wetenschappelijke naam van het geslacht werd voor het eerst geldig gepubliceerd in 1910 door Aurivillius.

## Soorten
Miroclytus is monotypisch en omvat slechts de volgende soort:
- Miroclytus brunneipennis Aurivillius, 1910